# Horné Štitáre
Horné Štitáre és un poble i municipi d'Eslovàquia que es troba a la regió de Nitra, al sud-oest del país. El desembre 2019 tenia 571 habitants. Es troba a la part mitjana dels turons de Nitra, al curs superior del riu Perkovský.

## Història
La primera menció Štitáre data del 1113. Altres noms documentats són: Chitar (1276), Czitare (1773), Čitáre (1920), Horné Štitáry (1927), Horné Štitáre (1948). Fins 1918 pertanyia als Regne d'Hongria (amb el nom hongarèsFelsőcsitár). Després de la Primera Guerra Mundial va ser afegit a la Txecoslovàquia i el 1992 a Eslovàquia.

## Demografia
| Godina             | 1994 | 2004   | 2014    | 2024    |
| ------------------ | ---- | ------ | ------- | ------- |
| Nombre de persones | 456  | 452    | 506     | 654     |
| Diferència         |      | −0,87% | +11,94% | +29,24% |

| Godina             | 2023 | 2024   |
| ------------------ | ---- | ------ |
| Nombre de persones | 676  | 654    |
| Diferència         |      | −3,25% |